# Biastes
Biastes (лат.) — род пчёл-кукушек из трибы Biastini семейства Apidae. 5 видов. Палеарктика. Европа, на север до 55°N (Финляндия) и на восток до Урала и Кавказа, Западная Азия, Дальний Восток.

## Описание
Длина 5—9 мм. Клептопаразиты пчёл родов Systropha, Rophites и Dufourea, в гнёзда которых откладывают свои яйца. Как и другие пчёлы-кукушки не обладают приспособлениями для опыления и сбора пыльцы (нет корзиночек на ногах, модифицированных волосков на теле и т. д.). Голова и грудь чёрные, брюшко — красное (или также чёрное). Тело слабоопушенное. Жвалы зазубренные. Переднее крыло с 2 радиомедиальными ячейками. Усики короткие, у самок 12-члениковые, у самцов — 13-члениковые (у некоторых видов, например у B. brevicornis, также 12-члениковые).

## Систематика
5 видов. Род был впервые выделен в 1806 году Георгом Вольфгангом Францем Панцером. В Европе встречается 3 вида (B. brevicornis, B. emarginatus, B. truncatus).
- Biastes brevicornis (Panzer, 1798)
- Biastes emarginatus (Schenck, 1853)
- Biastes popovi Proshchalykin & Lelej, 2004[6]
- Biastes schmidti Heinrich, 1977
- Biastes truncatus (Nylander, 1848)